# Énergie chimique
 (mai 2021).
Si vous disposez d'ouvrages ou d'articles de référence ou si vous connaissez des sites web de qualité traitant du thème abordé ici, merci de compléter l'article en donnant les références utiles à sa vérifiabilité et en les liant à la section « Notes et références ».

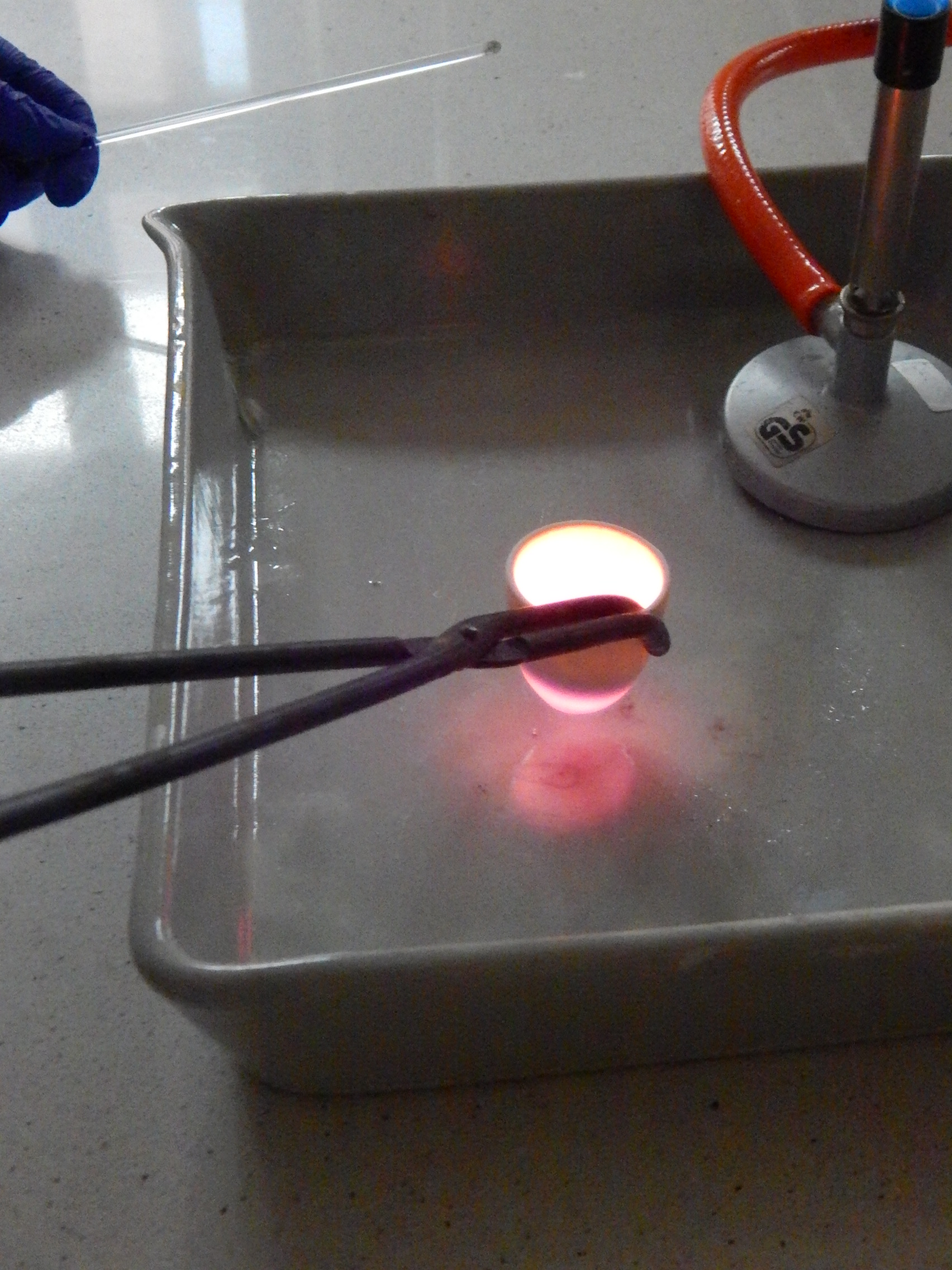
Exemple d'énergie chimique libérée par la combustion de magnésium dans l'air.

L'énergie chimique est l'énergie que des substances chimiques libèrent lors d'une réaction chimique pour se transformer en d'autres substances. Les combustibles (fossiles ou non), les aliments et les piles sont des exemples de supports de stockage de l'énergie chimique. La rupture ou la création de liaisons chimiques implique de l'énergie, qui peut être absorbée ou dégagée par un système chimique (sous forme de chaleur ou d'énergie électrique par exemple). L'énergie chimique constitue le principal moyen de stockage d'énergie chez les mammifères grâce à l'ATP, cette substance étant ensuite transformée en énergie mécanique à l'intérieur des muscles. L'énergie chimique est aussi un des moyens connus pour stocker de l'énergie électrique, grâce notamment aux batteries.
L’énergie qui peut être libérée ou absorbée en raison d’une réaction entre des substances chimiques est égale à la différence entre le contenu énergétique des produits et des réactifs, si la température initiale et finale est la même. Ce changement d’énergie peut être estimé à partir des énergies de liaison des réactifs et des produits. Il peut également être calculé à partir de {\displaystyle \Delta {U_{f}^{\circ }}_{\mathrm {reactifs} }}, l’énergie interne de formation des molécules des réactifs, et {\displaystyle \Delta {U_{f}^{\circ }}_{\mathrm {produits} }}, l’énergie interne de formation des molécules des produits. Le changement d’énergie interne d’un processus chimique est égal à la chaleur échangée s’il est mesuré dans des conditions de volume constant et de température initiale et finale égales, comme dans un récipient fermé tel qu’une bombe calorimétrique. Cependant, dans des conditions de pression constante, comme dans les réactions dans les récipients ouverts à l’atmosphère, le changement de chaleur mesuré n’est pas toujours égal au changement d’énergie interne, car le travail pression-volume libère ou absorbe également de l’énergie (la variation de chaleur à pression constante est égale à la variation d’enthalpie, dans ce cas l’enthalpie de réaction, si les températures initiale et finale sont égales).
Une notion apparentée est la chaleur de combustion, qui est l’énergie issue principalement des doubles liaisons faibles de l’oxygène moléculaire, libérée lors d’une réaction de combustion et souvent appliquée dans l’étude des combustibles. Les aliments sont similaires aux hydrocarbures et aux glucides, et lorsqu’ils sont oxydés en dioxyde de carbone et en eau, l’énergie libérée est analogue à la chaleur de combustion (bien qu’évaluée différemment que pour un carburant hydrocarbure – voir valeur énergétique).
L’énergie potentielle chimique est une forme d’énergie potentielle liée à l’arrangement structurel des atomes ou des molécules. Cet arrangement peut être le résultat de liaisons chimiques au sein d’une molécule ou d’interactions entre elles. L’énergie chimique d’une substance chimique peut être transformée en d’autres formes d’énergie par une réaction chimique. Par exemple, lorsqu’un combustible est brûlé, l’énergie chimique de l’oxygène moléculaire et du combustible est convertie en chaleur. Les plantes transforment l’énergie solaire en énergie chimique (principalement de l’oxygène) par le processus de photosynthèse, et l’énergie électrique peut être convertie en énergie chimique et vice versa par des réactions électrochimiques.
Il est à noter que la production d'énergie électrique française est pour une part non négligeable issue de l'énergie chimique (centrales thermiques au fuel, au charbon, au gaz naturel ou au biogaz). En effet elle constitue 7,5 % de l'énergie électrique produite en France en 2020. Par ailleurs cette production est relativement stable en proportion depuis 2018 (10,2 % en 2017, 7,1 % en 2018 et 7,8 % en 2019).